# Salampore
Salampore är ett slags indiskt bomullstyg.
Tyget kom från östra Indien, var glest vävt och ofta blått. Det användes till kläder.